# Bah (Ciad)
 Bah è un comune del Ciad situato nel dipartimento di Lac Wey, provincia del Logone Occidentale.